# Rodrigo Manrique
Rodrigo Manrique de Lara (1406-Ocaña, 11 de noviembre de 1476), I conde de Paredes de Nava, fue un noble que guerreó contra los musulmanes. Fruto de su primer matrimonio fue Jorge Manrique, quien le dedicó la elegía Coplas por la muerte de su padre. Rodrigo fue hermano del aristócrata y también poeta y dramaturgo Gómez Manrique. Estuvo al lado de los infantes de Aragón en su enfrentamiento contra Juan II de Castilla y Álvaro de Luna.

## Biografía
Primer conde de Paredes de Nava, era el hijo menor del adelantado Pedro Manrique de Lara, señor de Amusco, de quien recibió la villa de Paredes de Nava y tuvo el señorío de Vega de Doña Olimpa, y de Leonor de Castilla, y hermano del poeta y dramaturgo Gómez Manrique. Durante toda su vida estuvo en conflictos con Álvaro de Luna por la defensa de sus posesiones.
Entró en la orden de Santiago en 1418 con doce años de edad. En 1434 asistió a la toma de Huéscar. Fue trece de la orden en 1440. Peleó en la batalla de Olmedo (1445). En mayo de 1452 fue nombrado primer conde de Paredes de Nava por el rey Juan II. 
Participó activamente en la Liga nobiliaria enfrentada a Enrique IV y en la denominada "farsa de Ávila" (1465), por la que recibió el título de Condestable de Castilla. 
A la muerte del infante don Alfonso, hermano del rey, tomó partido por la princesa Isabel, futura reina Isabel la Católica, estando presente en el Pacto de los Toros de Guisando, según el cual se reconocía a Enrique IV como rey de Castilla y como sucesora a su hermana Isabel, sacando de la línea sucesoria a Juana la Beltraneja.
En 1474 fue proclamado gran maestre de la Orden de Santiago en la villa de Uclés. Dos años después murió de una úlcera facial.
Los Manrique o Manrique de Lara constituyeron una de las más poderosas familias nobiliarias de la España medieval y entre sus títulos destacan el Ducado de Nájera y el Marquesado de Aguilar de Campoo, ambos entre los veinticinco primeros a los que Carlos V reconoció en 1520 por primera vez la Grandeza de España. Fue enterrado en el monasterio de Uclés. Por diversos avatares históricos su sepultura desapareció. Su epitafio, tallado en una de las almohadas de piedra donde reposaba su cabeza, rezaba:

Aquí yace un hombre
que vivo dejó su nombre

Además de su posición en la historia, quedó inmortalizado no solo por la elegía fúnebre o planto escrito por su hijo Jorge Manrique, las Coplas a la muerte de su padre, sino por la semblanza que dejó de él Hernando del Pulgar en sus Claros varones de Castilla (1486):

D. Rodrigo Manrique, Conde de Paredes e Maestre de Santiago, fijo segundo de Pedro Manrique, Adelantado mayor del reino de León, fue hombre de mediana estatura, bien proporcionado en la compostura de sus miembros; los cabellos tenía rojos, e la nariz un poco larga... En los actos que facía en su menor edad, paresció ser inclinado al oficio de la Caballería. Tomó hábito e orden de Santiago, e fue Comendador de Segura, que es cercana a la tierra de los moros; y estando por frontero en aquella su encomienda, fizo muchas entradas en la tierra de los moros... Este varón gozó de dos singulares virtudes: de la prudencia, conosciendo los tiempos, los lugares, las personas e las otras cosas que en la guerra conviene que sepa el buen capitán. Fue asimesmo dotado de la virtud de la fortaleza; no por aquelas vías en que se muestran fuertes los que fingida e no verdaderamente lo son; mas así por su buena composición natural, como por los muchos actos que fizo en el exercicio de las armas, asentó tan perfectamente en su ánimo el hábito de la fortaleza, que se deleytaba cuando le ocurría lugar en que la debiese exercitar. Esperaba con buen esfuerzo los peligros, e acometía las fazañas con grande osadía, e ningún trabajo de guerra a él ni a los suyos era nuevo. Preciábase mucho que sus criados fuesen dispuestos para las armas. Su plática con ellos era la manera del defender e del ofender al enemigo, e ni se decía ni facía en su casa acto ninguno de nobleza, enemigo del oficio de las armas. Quería que todos los de su compañía fuesen escogidos para aquel exercicio, e no convenía a ninguno dexar en su casa si en él fuese conoscido punto de cobardía: e, si alguno venía a ella que no fuese dispuesto para el uso de las armas, el grand exercicio que avía e veía en los otros le facía hábile e diestro en ellas. En las batallas e muchos encuentros que ovo con Moros e con Christianos este Caballero fue el que, mostrando grand esfuerzo a los suyos, fería primero en los contrarios: e las gentes de su compaña, visto el esfuerzo de este su capitán, todos lo seguían e cobraban osadía de pelear. Tenía tan grand conoscimiento de las cosas del campo, e proveíalas en tal manera, que donde fue él principal capitán nunca puso su gente en lugar do se oviese de retraer: porque volver las espaldas al enemigo era tan ageno de su ánimo que elegía antes rescibir la muerte peleando que salvar la vida huyendo... En el reyno de Granada, el nombre de Rodrigo Manrique fue mucho tiempo a los moros gran terror... Venció más con el esfuerzo de su ánimo que con el número de su gente... Toda la mayor parte de su vida trabajó en guerras y en fechos de armas. Fablaba muy bien, e deleytábase en recontar los casos que le acaescían en las guerras. Usaba de tanta liberalidad, que no bastaba su renta a sus gastos, ni le bastara si muy grandes rentas e tesoros toviera, según la continuación que tovo en las guerras. Era varón de altos pensamientos, e inclinado a cometer grandes e peligrosas fazañas; e no podía sufrir cosa que le paresciese no sufridera, e desta condición se le siguieron grandes peligros e molestias.

A su muerte fue Pedro Manrique, hijo primogénito de su primer matrimonio con Mencía de Figueroa, quien heredó el título de conde de Paredes, en el siglo XVIII el condado se concentró, junto con muchos otros en la casa de los duques de Nájera, marqueses de Aguilar de Campóo. De su tercer matrimonio con Elvira de Castañeda, hija de Pedro López de Ayala y María de Silva, tuvo como hijo al cardenal Alonso Manrique, arzobispo de Sevilla e Inquisidor General.

## Matrimonios y descendencia
Rodrigo Manrique contrajo matrimonio en tres ocasiones:
- Mencía de Figueroa (casados en 1432): Hija de Gómez Suárez de Figueroa y Elvira Lasso de Mendoza. Tuvieron siete hijos:
  - Pedro Manrique de Lara y Figueroa: II Conde de Paredes de Nava, Trece de la Orden de Santiago, señor de varias villas. Casó con Leonor de Acuña, hija del I Conde de Buendía
  - Rodrigo Manrique de Lara y Figueroa: señor de Ibros, comendador de Yeste y Taibilla, Trece de la Orden de Santiago, alcaide de Pucherna, corregidor de Baza, Guadix, Almería, Purchena y Vera, embajador en Portugal y mayordomo mayor de la infanta Juana.
  - Diego Manrique de Lara y Figueroa: Falleció joven.
  - Jorge Manrique de Lara y Figueroa: Poeta, autor de las Coplas por la muerte de su padre, comendador de Montizón y Chiclana, capitán de la Guardia de Castilla
  - Fadrique Manrique de Lara y Figueroa: Capitán de hombres de armas de la Guardia de Castilla, alcalde mayor de Úbeda
  - Leonor Manrique de Lara y Figueroa: Señora de la villa de San Román. Contrajo matrimonio con Pedro Fajardo de Quesada.
  - Elvira Manrique de Lara y Figueroa: Señora de Frómista. Casó con Francisco Enríquez, señor de Baños y Quintanilla.
- Beatriz de Guzmán (casados en 1446): Hija de Diego Hurtado de Mendoza y Teresa de Guzmán. No tuvieron descendencia.
- Elvira de Castañeda Meneses (casados en 1469): Hija de Pedro López de Ayala, I Conde de Fuensalida, y María de Silva. Tuvieron tres hijos:
  - Enrique Manrique de Lara y Castañeda: Señor del mayorazgo de Rielves.
  - Alonso Manrique de Lara y Castañeda: Obispo de Badajoz (1499), Obispo de Córdoba (1516), Arzobispo de Sevilla (1523), Inquisidor General (1523–1538) y Cardenal (1531).
  - Rodrigo Manrique de Ayala: Comendador de Manzanares y Alcaide de Huéscar. Casado con Ana de Castilla, hija de Pedro de Castilla (Corregidor de Toledo) y Catalina Lasso de Mendoza.[5]

Wikipedia
Además de sus hijos legítimos, Rodrigo tuvo varios hijos naturales, sumando un total de 32 descendientes.
| Predecesor: Juan Pacheco | Maestre de la Orden de Santiago (en el Reino de Castilla) 1474-1476 | Sucesor: Fernando el Católico (Administrador) |